# Piriqueta sarae
Piriqueta sarae är en passionsblomsväxtart som beskrevs av M.M. Arbo. Piriqueta sarae ingår i släktet Piriqueta och familjen passionsblomsväxter. Utöver nominatformen finns också underarten P. s. glabrescens.